# Dmitrij Jaškin
Dmitrij Jaškin (russisch Дмитрий Алексеевич Яшкин; Transkription: Dmitri Alexejewitsch Jaschkin; auch: Dmitri Jaskin; * 23. März 1993 in Omsk) ist ein russisch-tschechischer Eishockeyspieler, der seit Juli 2023 bei Ak Bars Kasan aus der Kontinentalen Hockey-Liga (KHL) unter Vertrag steht und dort auf der Position des Flügelstürmers spielt. Sein Vater Alexej Jaškin war ebenfalls ein professioneller Eishockeyspieler.

## Karriere
Dmitrij Jaškin begann seine Karriere als Eishockeyspieler in der Nachwuchsabteilung des HC Vsetín, für den sein Vater über ein Jahrzehnt lang sehr erfolgreich gespielt hatte. Von dort aus wechselte er 2008 in die Nachwuchsabteilung des Hauptstadtklubs HC Slavia Prag. Bereits als Juniorenspieler wurde er im KHL Junior Draft 2010 als Gesamterster vom HK Sibir Nowosibirsk ausgewählt. In der Saison 2010/11 bestritt der Flügelspieler für die Profimannschaft von Slavia Prag insgesamt 50 Spiele in der tschechischen Extraliga und erzielte dabei fünf Tore und acht Vorlagen. Anschließend wurde er im NHL Entry Draft 2011 in der zweiten Runde als insgesamt 41. Spieler von den St. Louis Blues ausgewählt, blieb jedoch anschließend erneut zunächst bei Slavia Prag. In der Saison 2012/13 war Jaškin vorwiegend für die Moncton Wildcats, die ihn beim CHL Import Draft 2008 an insgesamt 22. Position gezogen hatten, in der Ligue de hockey junior majeur du Québec aktiv, bei denen er teamintern bester Scorer war und ligaweit mit 99 Punkten in 51 Spielen der regulären Saison den fünften Platz belegte. Im April 2013 unterzeichnete er einen dreijährigen Einstiegsvertrag bei den St. Louis Blues und wurde anschließend ins Farmteam zu den Peoria Rivermen in die American Hockey League (AHL) geschickt.
Auch in der Saisonvorbereitung zur Saison 2013/14 konnte Jaškin sich nicht im NHL-Kader durchsetzen und wurde erneut in die AHL transferiert, an das neue Farmteam der Blues, die Chicago Wolves. Erst mit Beginn der Saison 2014/15 erreichte der Angreifer einen Stammplatz im NHL-Aufgebot der Blues und absolvierte in dieser Spielzeit 60 Spiele.
Nach über fünf Jahren in der Organisation der Blues sollte Jaškin im Oktober 2018 über den Waiver in die AHL geschickt werden, wobei ihn die Washington Capitals verpflichteten. Dort bestritt er im Saisonverlauf nur 37 Partien und kehrte anschließend nach Europa zurück, wo er sich im August 2019 dem HK Dynamo Moskau anschloss. In den folgenden zwei Jahren erreichte er dort jeweils einen Punkteschnitt von über 1,0 pro Spiel, während er in der Spielzeit 2020/21 die gesamte Kontinentale Hockey-Liga mit 38 Treffern anführte. Anschließend kehrte er zur Saison 2021/22 in die NHL zurück, indem er im Juli 2021 einen Einjahresvertrag bei den Arizona Coyotes unterzeichnete.
Nach einem Jahr mit sporadischen Einsätzen dort wechselte er im Juli 2022 zurück in die KHL, zum SKA Sankt Petersburg. Dort verbrachte er eine Saison, ehe er im sich zur Saison 2023/24 dem Ligakonkurrenten Ak Bars Kasan anschloss.

### International
Für Tschechien nahm Jaškin an der U18-Junioren-Weltmeisterschaft 2011 teil. Im Turnierverlauf erzielte er in sechs Spielen vier Tore und eine Vorlage. Sein Debüt für die A-Nationalmannschaft gab der Angreifer beim World Cup of Hockey 2016.

## Erfolge und Auszeichnungen
- 2012 LHJMQ-Spieler des Monats November
- 2013 LHJMQ-Spieler des Monats Januar
- 2013 LHJMQ First All-Star-Team
- 2019 KHL-Stürmer des Monats November
- 2020 KHL-Stürmer des Monats November
- 2021 KHL-Stürmer des Monats Februar
- 2021 Bester Torschütze der KHL-Hauptrunde
- 2023 Teilnahme am KHL All-Star Game
- 2023 Topscorer der KHL-Hauptrunde
- 2023 Bester Torschütze der KHL-Hauptrunde

## Karrierestatistik
Stand: Ende der Saison 2024/25

### International
Vertrat Tschechien bei:
| - Ivan Hlinka Memorial Tournament 2010 - U18-Junioren-Weltmeisterschaft 2011 - U20-Junioren-Weltmeisterschaft 2012 - U20-Junioren-Weltmeisterschaft 2013 | - World Cup of Hockey 2016 - Weltmeisterschaft 2018 - Weltmeisterschaft 2019 |

(Legende zur Spielerstatistik: Sp oder GP = absolvierte Spiele; T oder G = erzielte Tore; V oder A = erzielte Assists; Pkt oder Pts = erzielte Scorerpunkte; SM oder PIM = erhaltene Strafminuten; +/− = Plus/Minus-Bilanz; PP = erzielte Überzahltore; SH = erzielte Unterzahltore; GW = erzielte Siegtore; 1 Play-downs/Relegation; Kursiv: Statistik nicht vollständig)